# 欧阳𬱟
歐陽頠（498年—563年10月3日），字靖世，長沙郡臨湘縣人，南朝官員。

## 生平
長沙世代豪族。祖父歐陽景達，在南朝梁時任湘州治中。父歐陽僧寶，官拜屯騎校尉。歐陽頠少以言行篤信名聞嶺表，父喪痛哭毀瘠。家產悉讓諸兄，築廬於麓山寺（位於長沙市湘江西岸岳麓山山腰），專精習業，博通經史。三十歲時，其兄逼令從宦，歐陽頠常隨安南將軍蘭欽征討。曾於太清三年（549年）征討廣州、衡州兩州山賊。太平二年（557年），隨廣州刺史、曲江侯蕭勃討伐陳霸先，陳霸先派遣周文育迎戰，蕭勃戰死，歐陽頠降。同年四月，懷安侯蕭任佔廣州反抗，歐陽頠將之討平。永定二年（558年），歐陽頠任持節、都督十九州諸軍事、鎮南將軍、平越中郎將、廣州刺史，與弟弟交州刺史歐陽盛、東衡州刺史歐陽邃共治嶺南。永定三年（559年），進散騎常侍、開府儀同三司，同年陳文帝即位後，進號征南將軍，封陽山郡公。天嘉四年（563年）九月逝世，享年六十六歲，追贈侍中、車騎大將軍、司空。
其子歐陽紇繼任廣州刺史。
梁元帝云：“歐陽頠公正有匡濟之才，恐蕭廣州（蕭勃）不肯致之。”

## 延伸阅读
[在维基数据编辑]
 《陳書·卷9》，出自姚思廉《陳書》
 《南史/卷66》，出自李延壽《南史》